# 马骏英
马骏英（1942年—），男，内蒙古丰镇人，中国作曲家，曾任中国歌舞团一级作曲。代表作有《毛主席的恩情永不忘》、《驼铃》等。